# Charles Rauch
Pour les articles homonymes, voir Rauch.
Charles Rauch était un peintre français du XIXe siècle. Né à Strasbourg, il fut l'élève de Joseph Laurent à Nancy. Il a voyagé dans l'ouest de la France et fit un voyage en Italie lors de ses sept dernières années de vie.

## Œuvres
- Au musée de Versailles : 

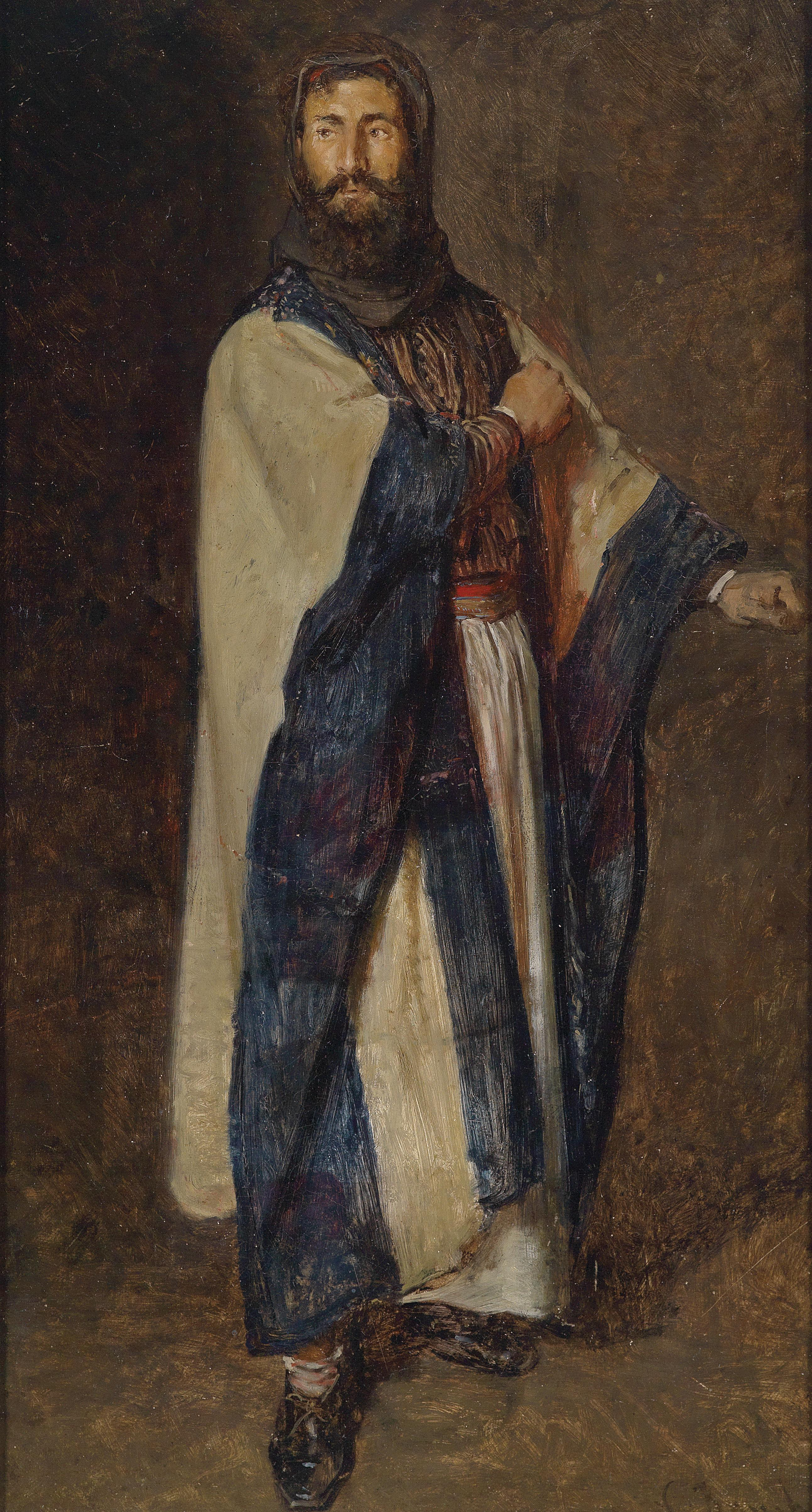
Un bédouin.

  - Portrait de François ll - Victor-Maurice, Conte de Brogly
  - Claude-Françoise, Duchesse de Lorraine.
- Au château de Chambord :
  - Marie-Caroline de Bourbon-Siciles (1798-1870)

Au musée de Nancy :
- - Vue du Havre,
  - Bataille de Hanau,
  - Vue de Rouen.